# Morville-sur-Nied
Morville-sur-Nied là một xã trong vùng Grand Est, thuộc tỉnh Moselle, quận Château-Salins, tổng Delme. Tọa độ địa lý của xã là 48° 56' vĩ độ bắc, 06° 26' kinh độ đông. Morville-sur-Nied nằm trên độ cao trung bình là 240 mét trên mực nước biển, có điểm thấp nhất là 227 mét và điểm cao nhất là 271 mét. Xã có diện tích 5,64 km², dân số vào thời điểm 1999 là 112 người; mật độ dân số là 19 người/km². Xã nằm về phía đông nam của Metz cạnh sông Nied, thuộc Pháp từ năm 1661.

## Thông tin nhân khẩu
| 1962 | 1968 | 1975 | 1982 | 1990 | 1999 |
| ---- | ---- | ---- | ---- | ---- | ---- |
| 88   | 107  | 126  | 127  | 110  | 112  |